# Янчуй (разъезд)
Янчу́й (555-й км) — разъезд Северобайкальского региона Восточно-Сибирской железной дороги на Байкало-Амурской магистрали (1277 километр).
Находится в 5 километрах к западу от пересечения магистрали с рекой Янчуй, недалеко от места её впадения в Верхнюю Ангару, в Северо-Байкальском районе Республики Бурятия.
Альтернативное название — 555-й км — по расстоянию от станции Лена-Восточная.

## Пригородное сообщение по станции
| № поезда | Маршрут движения                  | № поезда | Маршрут движения                  |
| -------- | --------------------------------- | -------- | --------------------------------- |
| 6375     | Кюхельбекерская — Северобайкальск | 6376     | Северобайкальск — Кюхельбекерская |